# Bahnstrecke Beckedorf–Munster
| DB 261 074-9 mit Militärzug in Trauen (2014) |                         |                          |                          |
| Streckennummer: | 9172                    |                          |                          |
| Kursbuchstrecke (DB): | 211h (bis 1970)         |                          |                          |
| Kursbuchstrecke: | 189x (1934) 211g (1946) |                          |                          |
| Streckenlänge: | 23,9 km                 |                          |                          |
| Spurweite: | 1435 mm (Normalspur)    |                          |                          |
| Streckengeschwindigkeit: | 50 km/h                 |                          |                          |
| |                         |                          |                          |
| \| \| \| von Soltau \| \| \| \| 0,0 \| Beckedorf \| 60,55 m \| \| \| \| nach Celle \| \| \| \| 2,8 \| Hermannsburg \| 55,45 m \| \| \| 4,8 \| Baven \| 60,05 m \| \| \| \| Örtze \| \| \| \| 8,9 \| Müden (Örtze) \| 58,55 m \| \| \| 11,4 \| Poitzen \| 62,25 m \| \| \| \| zum Fliegerhorst Faßberg \| \| \| \| 14,6 \| Trauen \| 67,80 m \| \| \| 17,9 \| Dethlingen \| 76,25 m \| \| \| 20,6 \| Kohlenbissen \| 78,65 m \| \| \| \| Muna Ringbahn Bundeswehr \| \| \| \| \| nach Munster (DB) \| \| \| \| 23,9 \| Munster (Örtze) Süd \| 78,45 m \| |                         |                          |                          |
| Strecke |                         | von Soltau               | von Soltau               |
| Bahnhof | 0,0                     | Beckedorf                | 60,55 m                  |
| Abzweig geradeaus und nach rechts |                         | nach Celle               | nach Celle               |
| Bahnhof | 2,8                     | Hermannsburg             | 55,45 m                  |
| ehemaliger Bahnhof | 4,8                     | Baven                    | 60,05 m                  |
| Brücke über Wasserlauf |                         | Örtze                    | Örtze                    |
| Bahnhof | 8,9                     | Müden (Örtze)            | 58,55 m                  |
| Bahnhof | 11,4                    | Poitzen                  | 62,25 m                  |
| Abzweig geradeaus und ehemals nach rechts |                         | zum Fliegerhorst Faßberg | zum Fliegerhorst Faßberg |
| Bahnhof | 14,6                    | Trauen                   | 67,80 m                  |
| Bahnhof | 17,9                    | Dethlingen               | 76,25 m                  |
| Bahnhof | 20,6                    | Kohlenbissen             | 78,65 m                  |
| Abzweig geradeaus und nach links |                         | Muna Ringbahn Bundeswehr | Muna Ringbahn Bundeswehr |
| Abzweig ehemals geradeaus und nach rechts |                         | nach Munster (DB)        | nach Munster (DB)        |
| Kopfbahnhof Streckenende (Strecke außer Betrieb) | 23,9                    | Munster (Örtze) Süd      | 78,45 m                  |

Die normalspurige Bahnstrecke Beckedorf–Munster liegt in Niedersachsen und gehört der Schieneninfrastruktur Ost-Niedersachsen GmbH (SInON).

## Geschichte

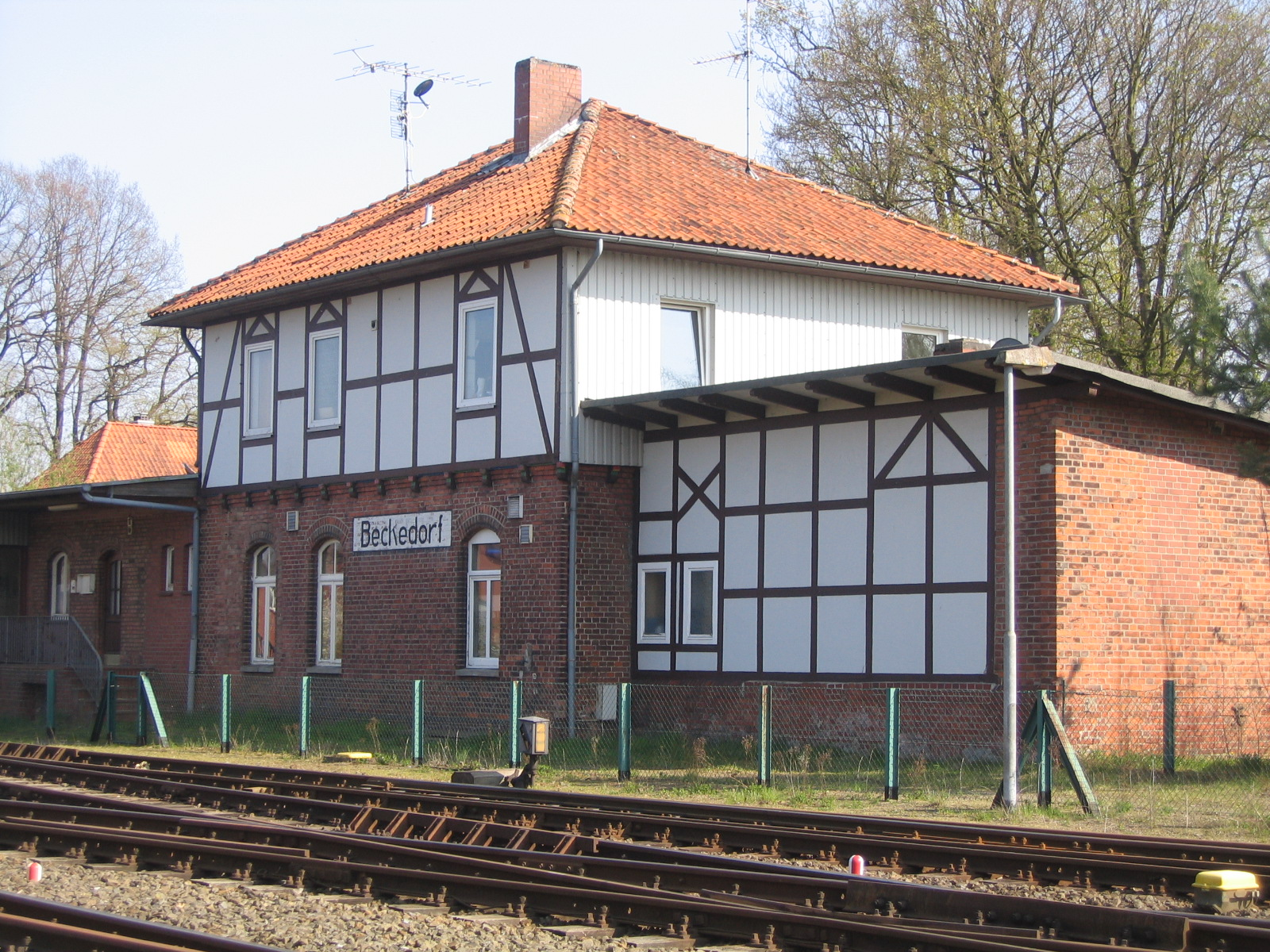
Stationsgebäude Beckedorf, heute ein Café

Die Bahnstrecke wurde von der Kleinbahn Celle-Soltau, Celle-Munster GmbH erbaut. Sie war als Zweigbahn der Bahnstrecke Celle–Soltau gedacht, die 1902 bis Bergen eröffnet worden war. Am 23. April 1910 erfolgte deren Verlängerung von Bergen nach Soltau und gleichzeitig auch die Eröffnung der Strecke von Beckedorf nach Munster. 
Am Anfang war sie eine ländliche Erschließungsbahn. Im Zuge der Aufrüstung wurden mehrere Anschlüsse zu Militäranlagen erstellt (Trauen, Faßberg, Munster). Durch Militärtransporte nahm insbesondere im Ersten und Zweiten Weltkrieg der Verkehr stark zu. Seit 1940 wurde die Bahn nicht mehr als Kleinbahn, sondern als Eisenbahn des öffentlichen Verkehrs behandelt; das drückte sich in der neuen Firma Eisenbahn Celle-Soltau, Celle-Munster aus.
Der Personenverkehr steigerte sich anfangs stetig, die Zweigstrecke war an den Verkehrszahlen der Strecke Celle–Soltau erheblich beteiligt. Mindestens drei bis vier Zugpaare verkehrten täglich zwischen Celle und Munster, dazu gab es zusätzliche Züge zwischen Beckedorf und Munster, die in Beckedorf Anschluss nach Celle hatten. Zuletzt waren es überwiegend Triebwagen, teilweise mit Beiwagen, die den Verkehr übernahmen. Ab 31. Mai 1965 wurde der Bahnhof Munster der DB angefahren und der OHE-Bahnhof in der Folge stillgelegt. Statt Zügen wurden ab 1967 teilweise auch Busse eingesetzt. In den 1970er Jahren wurde der Personenverkehr eingestellt: Am 30. Mai 1970 zwischen Hermannsburg und Munster und am 31. Mai 1976 der restliche Verkehr zwischen Beckedorf (Celle) und Hermannsburg.
Im Güterverkehr wurden überwiegend landwirtschaftliche Produkte befördert, auch die Holzabfuhr spielte eine Rolle. Daneben war der Militärverkehr zu den verschiedenen Anschlüssen der militärischen Einrichtungen bedeutend. Auch nach dem Zweiten Weltkrieg kamen noch militärische Anlagen hinzu, an mehreren Bahnhöfen wurden Panzerverladerampen gebaut. Eine besondere Rolle kam der Bahn während der Berlin-Blockade 1948/49 zu, der Flugplatz Faßberg war einer der Startplätze für die Luftbrücke. Täglich mussten große Mengen an Gütern zum Flugplatz transportiert werden, u. a. Kohlenzüge. 
Heute wird Güterverkehr nur noch nach Bedarf durchgeführt.
Zum 1. Januar 2022 wurde das gesamte Streckennetz der Osthannoverschen Eisenbahnen (OHE) und damit auch die Bahnstrecke Beckedorf–Munster an die landeseigene Schieneninfrastruktur Ost-Niedersachsen GmbH verkauft, die die Strecke seitdem betreibt.